# Milestones (musikalbum av Miles Davis)
Milestones är ett musikalbum av Miles Davis som lanserades på Columbia i september 1958. Inspelningarna skedde i februari samma år i New York. Skivan blev den enda med "Miles Davis Sextet" med John Coltrane, Cannonball Adderley, Paul Chambers, Red Garland och Philly Joe Jones. Flera av musikstyckena på skivan kan klassas som bluesinspirerad hardbop, men skivans titelspår anses vara en av de första modal jazz-kompositionerna i och med att musikernas solon inte lika tydligt utgår från ackord utan en friare melodi istället. Han definierade senare stilen med albumet Kind of Blue. Milestones har senare utgetts i nyutgåvor som inkluderar alternativa tagningar av några av styckena. Musikalbumets titel kan te sig humoristiskt för personer kunniga i engelska språket eftersom det bokstavligen betyder "milstenar" men även kan uppfattas som "Miles-toner" syftande på upphovsmannens namn.

## Låtlista
1. Dr. Jackle (Jackie McLean) – 5:47
2. Sid's Ahead (Miles Davis) – 12:59
3. Two Bass Hit (Dizzy Gillespie/John Lewis) – 5:13
4. Milestones (Miles Davis) – 5:45
5. Billy Boy (trad) – 7:14
6. Straight, No Chaser (Thelonious Monk) – 10:41

Bonusspår på cd-utgåvan från 2001
1. Two Bass Hit [alt take] – 4:30
2. Milestones [alt take] – 6:00
3. Straight, No Chaser [alt take] – 10:30

Spår 3–9 inspelade 4 februari 1958; spår 1–2 inspelade 4 mars 1958.

## Medverkande
- Miles Davis – trumpet (spår 1, 3, 4, 6–9), piano (spår 2)
- Cannonball Adderley – altsaxofon (spår 1–4, 6–9)
- John Coltrane – tenorsaxofon (spår 1–4, 6–9)
- Red Garland – piano (spår 1, 3–9)
- Paul Chambers – bas
- Philly Joe Jones – trummor